# 해리 홉킨스
해리 로이드 홉킨스(Harry Lloyd Hopkins, 1890년 8월 17일 ~ 1946년 1월 29일)는 미국의 민주당 정치인으로 8대 상무 장관 (1938년 ~ 1940년)을 지냈다. 그는 대공황이 있던 동안 뉴딜의 주요 설계자들과 관리자들 중의 하나였으며 제2차 세계 대전이 일어난 동안 미국의 주요 정책 입안자였다. 대공황 동안 공공 구제 프로그램을 관리하는 데 프랭클린 D. 루스벨트 대통령에 의하여 워싱턴 D. C.로 데려와진 홉킨스는 제2차 세계 대전 동안 루스벨트의 가장 가까운 조언자들 중의 하나가 되러 갔다.

## 어린 시절
아이오와주 수시티에서 데이비드와 애나 홉킨스의 2명의 자식들 중에 하나로 태어나 그리넬에서 자라왔다.
그의 부친은 자신의 아들을 그의 경쟁적 스타일, 좋은 성질과 민주당으로 이른 충성으로 분명히 교제한 적당히 성공한 외판원이었다. 신앙심이 깊은 여성이었던 그의 모친은 해리의 험격한 정직과 도덕적 원리의 가치들에 인상을 주었다. 홉킨스는 사회 업무를 위하여 자신의 누이 에이다의 열정에 노출되기도 하였다.
1912년 홉킨스는 자신이 사회학을 전공한 그리넬 칼리지를 졸업하였다. 그러고나서 그는 뉴욕을 위하여 아이오와주를 떠나 같은 분야에서 경력은 그의 전문적의 행정적 계급들로 빠르게 올라갔다. 1915년부터 1930년까지 그는 사회 업무에서 어려운 높은 수준의 직위들의 넓은 다양성을 보유하였고, 항상 새롭고, 창조적이고 쓸모있는 프로그램들을 개시하였다.

## 사회와 공공적 보건 업무
홉킨스는 사회 운동들, 특히 어린이들과 함께 한 과부들을 위한 연금과 제1차 세계 대전 동안 싸운 군인들의 가족들을 위한 구제를 창조하는 정치적 활동에 전념한 자들에 활동적이 되었다. 홉킨스는 사회 근로자들을 위한 첫 국가의 전문 기구인 미국 사회 근로자 협회의 창립자들 중의 하나였다.
사회 업무에서 홉킨스가 거의 성취를 이루었어도 그는 앞서 세월에 더욱 많은 것을 달성하려고 하였다. 좋은 행정가로서 그의 평판은 홉킨스를 자신의 행정부로 데려온 당시 뉴욕 주지사 프랭클린 D. 루스벨트의 청각에 도달하였다. 홉킨스의 일은 대공황의 초기 세월 동안 뉴욕주의 주민들을 위한 구호 프로그램들을 개발하는 도움을 주는 것이었다.

## 뉴딜

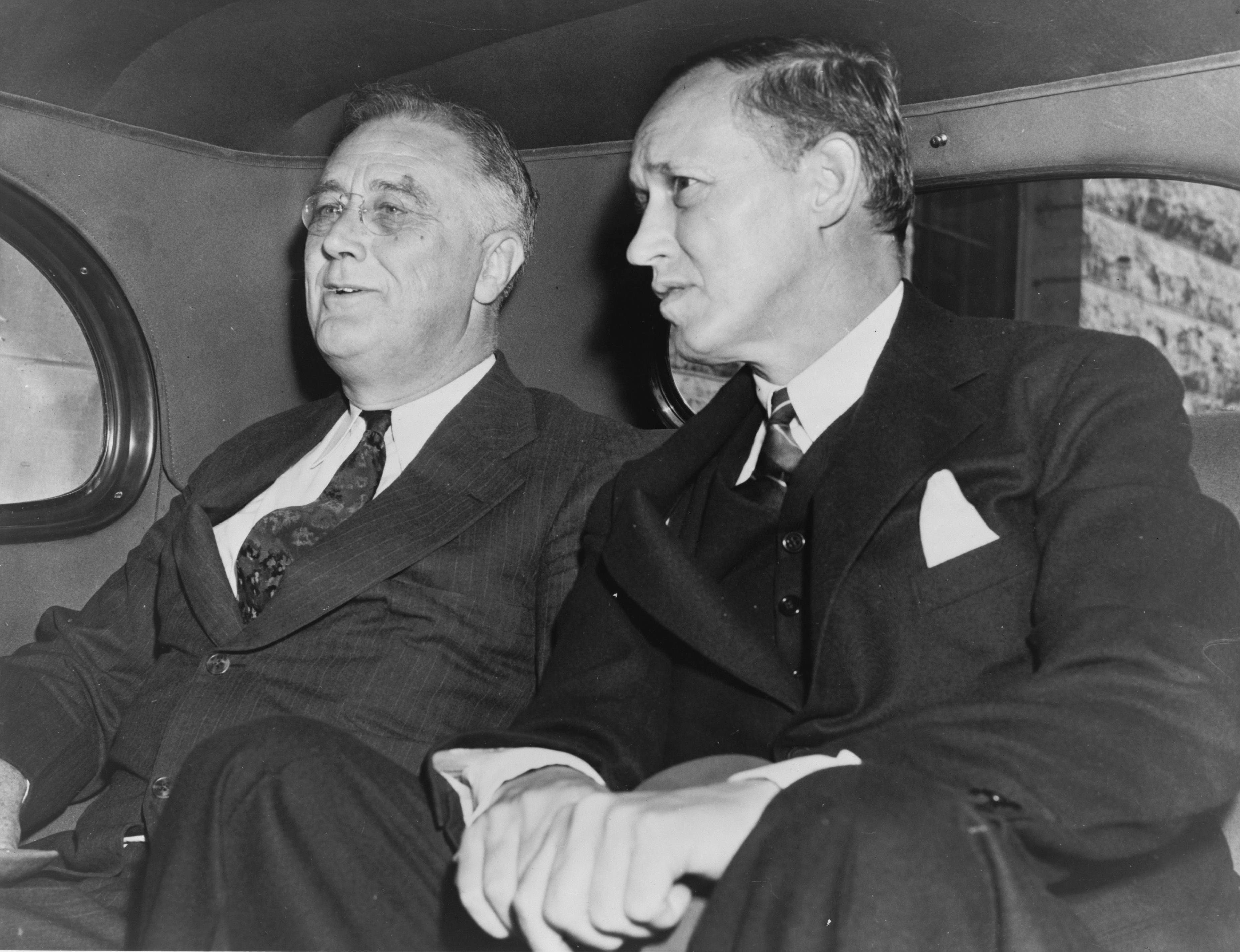
프랭클린 D. 루스벨트와 홉킨스 (1938년 9월)

루스벨트가 미국의 대통령이 된 후에 홉킨스는 워싱턴 D. C.에서 루스벨트에 가입하는 데 초청되었다. 그는 실업 구호를 위하여 각 주에 연방 기금을 부여한 기관 "연방 긴급 구호 행정"의 우두머리로 임명되었다.
홉킨스는 대공황의 큰 아무 문제들을 전혀 결단할 수 없었으나 그는 그 세월 동안 수백만명의 미국인들의 아픔과 고통을 안화시킨 많은 유용한 프로그램들을 창조하였다. 그는 사회적 비상 사태와 창의적으로 다루기 위하여 일관된 천재성을 보여주었다.

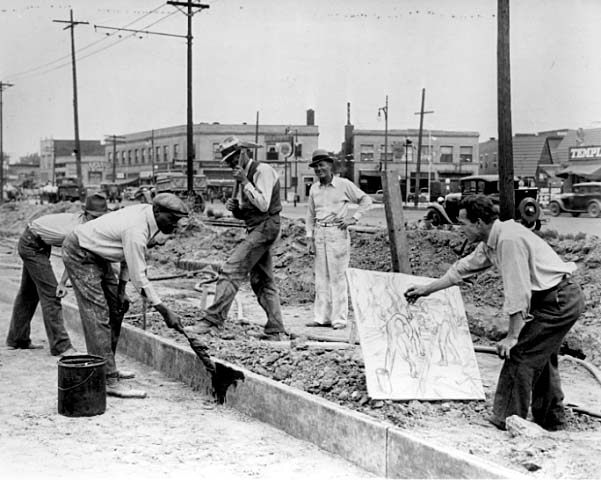
공공사업진흥국에 의하여 고용된 어느 미시간주의 노동자들의 모습

1935년 홉킨스는 대공황 동안 실업을 싸우는 데 주요 노력이 된 공공사업진흥국을 세우기 시작하였다. 일반적으로 인정하듯이 그것은 일시적으로 "일거리를 만드는" 정부 후원의 프로그램이었으나 사회적으로 유용한 직업들을 통하여 일하는 데 평균의 미국인에게 돌려주는 것에 그 전념은 엄청나게 인기있었다. 그것은 대공황의 황폐 상태로부터 어떤 구호를 위하여 미국인들에게 신뢰와 희망을 주었다.
공공사업진흥국의 결과들은 미국 사회를 부유하게 만들었다. 이 시간 동안 124,031개의 다리, 8,192개의 공원, 12,800개의 놀이터, 3,900개의 학교, 1,000개의 공항, 2,500개의 병원과 125,110개의 다른 공공 건물들은 물론 수천 마일의 도로들이 건설되었다. 공공사업진흥국이 연방 프로그램이었어도 홉킨스는 주와 지방 수준들에서 만들어진 많은 결정들과 함께 탈 중앙화 방식으로 운영할 것을 예견하였다. 공공사업진흥국은 그 화폐 할당을 관리하는 데 의하여 자신들 소유의 필요성, 계획과 의미들을 규정지은 지방 지역들에 의하여 관리되었기 때문에 크고, 개성이 없고 연방 관료 프로그램의 "느낌"을 크게 가지지 않았다.

## 제2차 세계 대전

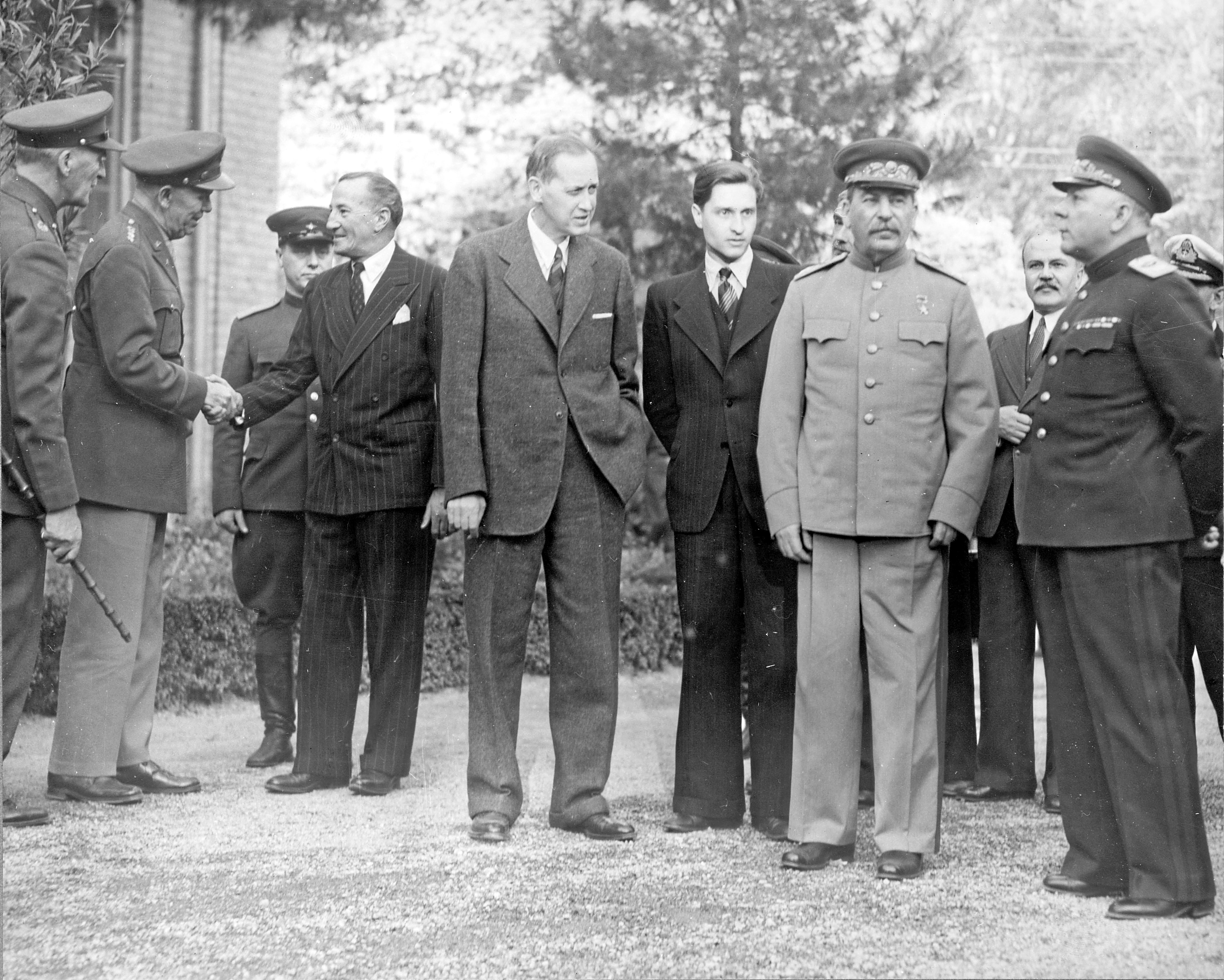
테헤란 회담에서 (1943년, 중앙이 홉킨스)

건강 문제들이 1940년 홉킨스가 정부 서비스로부터 사임하는 데 원인을 일으켰다. 제2차 세계 대전이 일어난 동안 강한 행정적과 리더십의 실력들과 함께한 자를 위하여 루스벨트의 절망적인 필요성 때문에 그는 아직 한 해 안에 서비스에 돌아왔다. 자신의 약해진 건강에 불구하고 홉킨스는 업무로 돌아와 루스벨트의 영국에 논쟁적 무기대여법 프로그램을 감독하였다. 이 역할에서 홉킨스는 루스벨트를 위하여 일종의 비공식적 순회 대사가 되어 인상, 관찰력, 통찰력들과 조언과 함께 그를 마련하였다. 홉킨스는 빠르게 전쟁 수고의 가장 많은 측면에 익숙해져 윈스턴 처칠 영국 총리와 함께 가까운 업무 파트너가 되었다. 그는 또한 소련의 지도자이자 당시 미국의 동맹인 이오시프 스탈린과 회담을 가지기도 하였고, 그를 보조하는 데 견문이 넓고 동기 부여된 의지를 가졌다.
1941년 12월 미국이 전쟁에 들어갔다고 알려져 홉킨스는 아마도 미국의 전쟁 능력에 관하여 알고 있었다. 제2차 세계 대전의 행정부에서 그의 활동들은 그의 지속적인 건강 악화에 불구하고 공무원으로서 홉킨스의 경력의 중대한 시점에 특정을 지었다.
전쟁이 일어난 동안 생겼던 일의 거의에 홉킨스가 공식적으로 장면들의 뒤에 있었어도 그는 전쟁 수고에 그의 항상 창조적이고 정직한 접근으로 연합군들에 의하여 세계적으로 넓은 칭송을 얻었다. 그는 또한 전쟁의 외침과 경제 침체를 극복하는 데 미국인들의 자신감을 유지에 그의 도움으로 알려지기도 하였다.

## 사망
그의 증가적인 건강 악화와 1945년 그의 친구 루스벨트 대통령의 사망은 유엔의 설립을 위한 의회적 찬성을 이기는 중요한 역할로부터 홉킨스를 단념시키지 않았다. 미국에서 자신의 서비스로 해리 트루먼 대통령은 홉킨스에게 국가의 최고 시민 명예상인 수훈장을 내렸다.
홉킨스는 1946년 1월 29일 뉴욕에서 55세의 나이로 사망하였다. 그는 화장되어 고향 그리넬에 있는 헤이즐우드 묘지에 안치되었다. 그리넬 칼리지 캠퍼스에 있는 집이 그의 이름을 땄다.